# Бух-ам-Бухрайн
Бух-ам-Бухрайн (нім. Buch am Buchrain) — громада в Німеччині, розташована в землі Баварія. Підпорядковується адміністративному округу Верхня Баварія. Входить до складу району Ердінг. Складова частина об'єднання громад Паштеттен.
Площа — 22,75 км2. Населення становить 1551 ос. (станом на 31 грудня 2020).